# Augsburger Hotelturm
Der Augsburger Hotelturm ist mit 115 m (einschließlich Antenne 167 m) das höchste Bauwerk im Raum Augsburg und eines der zehn höchsten Bauwerke in Bayern. Er steht im Antonsviertel unweit der Einmündung der Imhofstraße in die Gögginger Straße. Der  Augsburger Ackergerätehändler Otto Schnitzenbaumer ließ ihn zwischen 1971 und 1972 für rund 38 Mio. DM errichten. Nach etlichen Eigentümerwechseln gehört das Hochhaus 2025 der schwedischen Pandox AB.
Anfang Dezember 2024 wurde der „Maiskolben“ unter Denkmalschutz gestellt. In direkter Nachbarschaft liegen das Kongresszentrum Kongress am Park (bis 2010 Kongresshalle Augsburg) und der Wittelsbacher Park. Lokal hat sich aufgrund seines Aussehens der Spitzname „Maiskolben“ eingebürgert.

## Geschichte

### Planung und Bau

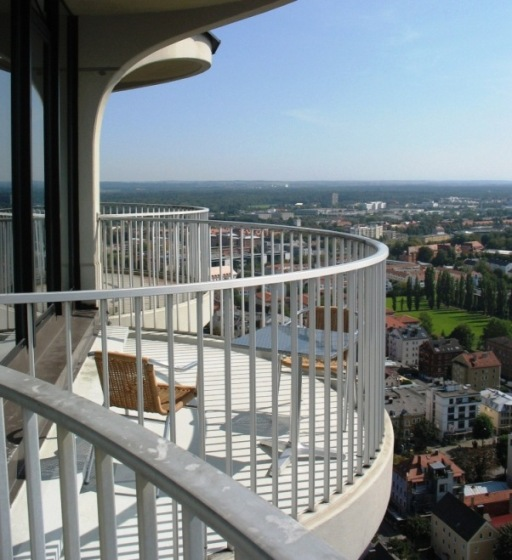
Detailansicht Balkon im 34. Stock

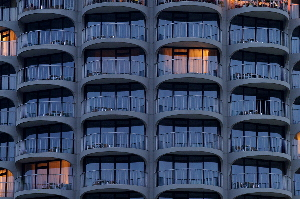
Detailansicht der Außenfassade

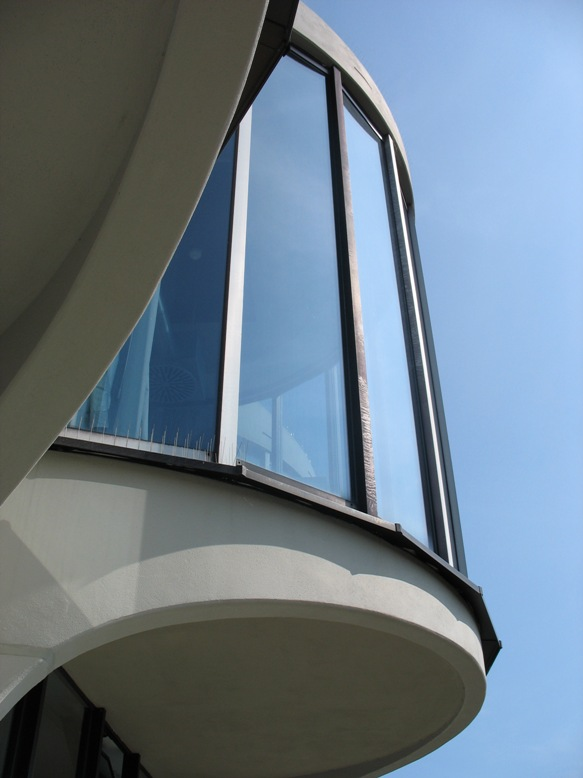
Detailansicht Vollverglasung 35. Stock

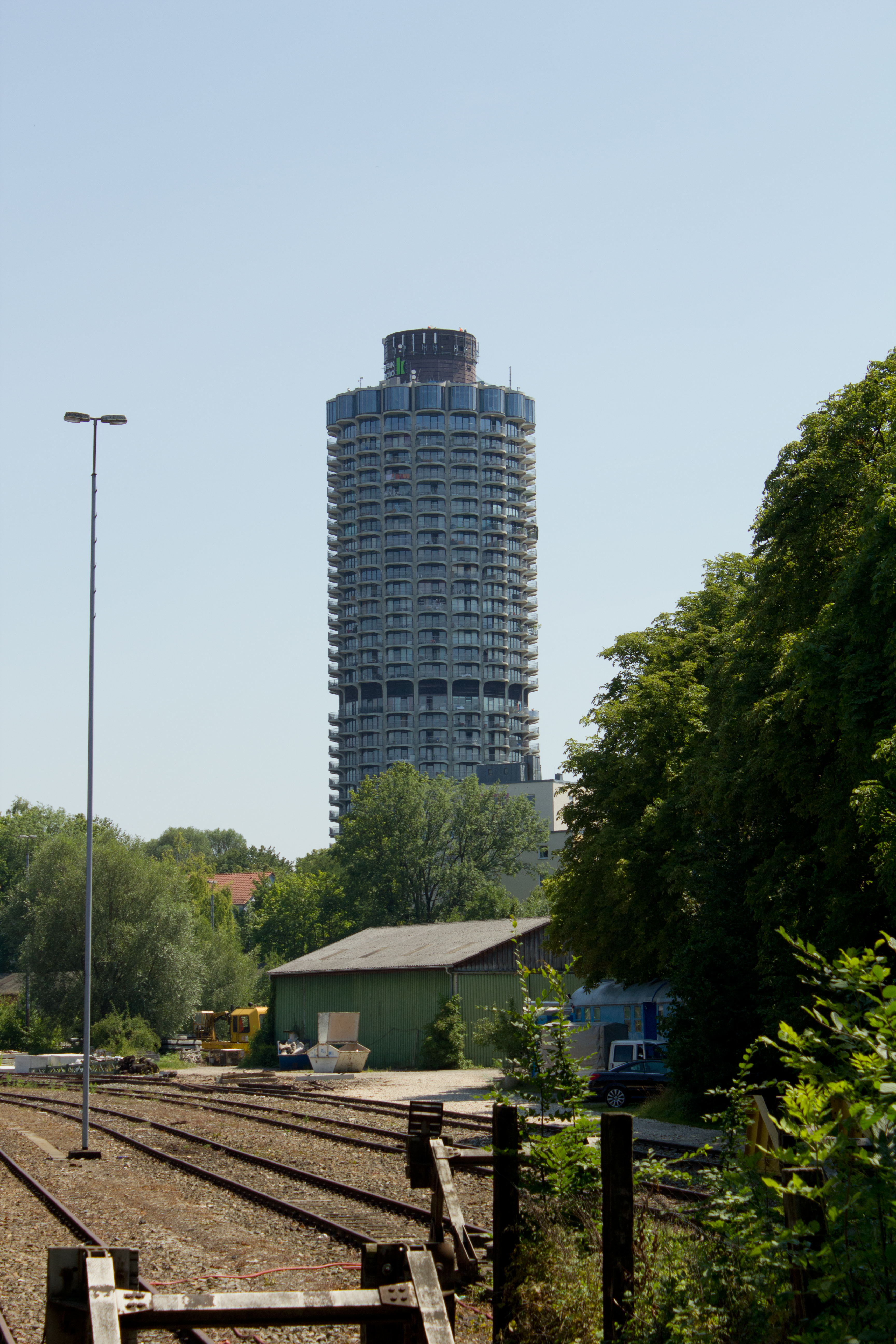
Hotelturm ohne Antennenmast während des Austausches im Juli 2011

Der Bedarf und die Planung für den Bau des Augsburger Hotelturms wurde von der Stadt Augsburg angestoßen, die von den Olympischen Spielen 1972 in München profitieren wollte. Neben der neu geplanten Kongresshalle sollte auch ein Hotelgebäude errichtet werden und so insgesamt ein attraktives Tagungszentrum entstehen. Da es sich um ein privat betriebenes Hotel handeln sollte, machte sich die Stadt auf die Suche nach einem Investor. Die einzige Zusage kam von dem Landmaschinenhändler Otto Schnitzenbaumer. Er hatte sich angeblich das Ziel gesetzt, in seiner Heimatstadt ein „Wahrzeichen für das neuzeitliche Augsburg“ zu errichten. Die Stadt Augsburg willigte ein und forderte eine Kapazität von 400 Betten und die Fertigstellung bis zum 1. Juli 1972. Auf diese Weise sollte sichergestellt werden, dass die Betten rechtzeitig vor Beginn der Olympischen Spiele in München zur Verfügung stehen. Der einstige Augsburger Landmaschinenhändler und Holiday-Inn-Franchisenehmer beauftragte daraufhin die Architekten Reinhard Brockel und Erich Müller, einen Hotelturm gemäß den Forderungen der Stadt zu entwerfen und erwarb am 29. April 1971 für 3 Mio. D-Mark von der Stadt ein Grundstück neben der Kongresshalle.
Die ersten Planungen der Architekten zeigten ein etwa 40 Meter hohes Hotelgebäude ganz nach den Vorgaben der Stadt. Schnitzenbaumer stellte jedoch die Rentabilität in Frage und verlangte zusätzliche vermietbare Appartementwohnungen. In mehreren Schritten einigte man sich schließlich auf eine Höhe von etwa 115 Metern, wobei das Hotel bereits in der 11. Etage endete und die übrigen Stockwerke mit Appartementwohnungen belegt waren. Noch 1971 begannen die Baufirmen Thormann & Stiefel, Dywidag und Wayss & Freytag mit dem Bau des Hotelturms. Um das vereinbarte Fertigstellungsdatum einhalten zu können, wurde nur das innere 18-Eck für die Aufzüge und Treppenhäuser in Ortbeton ausgeführt. Die Herstellung der Balkon- und Deckenelemente erfolgte in einem eigens hierfür errichteten Fertigteilwerk neben der Baustelle in rationeller Bauweise. Der Hotelturm wuchs so um ein Stockwerk pro Woche. Pünktlich am 2. Juli 1972, nur wenige Tage vor der Eröffnung der neu gebauten Kongresshalle, nahm das Hotel mitsamt dem nebenstehenden Parkhaus dann den Betrieb auf. Auch die Appartmentwohnungen waren bezugsfertig hergestellt. Die Gesamtbaukosten beliefen sich auf etwa 38 Mio. D-Mark und wurden größtenteils von der Hessischen Landesbank vorgestreckt.
Das Projekt stieß bei einigen Bürgern bereits im Planungsstadium auf Widerstand, der auch während der Bauausführung noch andauerte. Sie sorgten sich um das Stadtbild und äußerten Bedenken wegen des damit verbundenen Eingriffs in den Wittelsbacher Park. Dies führte unter anderem zur Gründung der Bürgerinitiative „Rettet den Wittelsbacher Park“. Die Proteste konnten zwar den Bau des Hotelturms und des Parkhauses letztendlich nicht verhindern, bewegten den Stadtrat jedoch dazu, für das bis dato im Park befindliche Ausstellungsgelände einen anderen Standort zu suchen, um so wieder zusätzliche Grünflächen zu erhalten.

### Krisenjahre
Schnitzenbaumer verkaufte das Gebäude 1974 an einen anderen Augsburger Geschäftsmann, Johann Nepomuk Glöggler, und seine Luxemburgische Holding Eurotextile. Glöggler konnte aber den Kaufpreis von 50 Mio. DM, etwa spekulativ ca. 15 Mio. DM über Schnitzenbaumers Invest, nicht bezahlen, weil er selbst vor der Insolvenz stand. Der Kaufvertrag wurde im Februar 1976 wegen der nicht vollständig bezahlten Kaufsumme widerrufen.
Da auch Schnitzenbaumer bereits finanzielle Probleme hatte, wurde der Turm 1979 für 35 Millionen D-Mark zur Zwangsversteigerung ausgeschrieben. Für rund 20 Mio. DM wurde das Hochhaus dann im zweiten Ausschreibungsverfahren 1980 versteigert. Die neuen Eigentümer, die Landesbank Hessen, teilte den Hotelturm auf. Sie wollte das Gebäude vollständig weiterverkaufen, mangels Interessenten wurde es jedoch in 328 Eigentumseinheiten aufgeteilt verkauft. Der frühere Hotelteil des Turms mit Restaurant, bestehend aus den unteren elf und den beiden obersten Stockwerken und dem Parkhaus, ging an den Fürther Unternehmer Franz Lauer. Seit 1985 besitzt die Unternehmensgruppe Klein ebenfalls Eigentumseinheiten und betreibt neben dem Vertrieb von Immobilien das erste Boardinghouse in Augsburg.
Im April 1989 erwarb der Schweizer Konzern Toga Hotels den Hoteltrakt, dessen Pachtvertrag mit Holiday Inn ein Jahr später auslief. Der Schweizer Betreiber Martin Zoller führte das Hotel unter dem Namen Turm-Hotel weiter, musste aber im März 1993 Konkurs anmelden. Der Konkursverwalter plante daraufhin die Weiternutzung als Asylbewerber- oder Altenheim. Da sich die Stadt heftig gegen diese Pläne wehrte, wurden sie wieder verworfen und die 185 Hotelzimmer blieben ungenutzt. Ein Teil der Zimmer im 13. und 30. Stockwerk wurde von 1994 bis 1997 für das Betreute Wohnen von Jugendlichen genutzt, dies wurde jedoch aus Kostengründen wieder aufgegeben.
Nach Zwangsverwaltung und Versteigerung ging der Hoteltrakt am 8. Mai 1996 für 20,9 Mio. D-Mark an die First National Holding Venezuela des Mineralölkonzerns Hertel, der für 7,2 Mio. D-Mark ein Drei-Sterne-Automatenhotel mit dem Namen Goodnight errichten wollte. Das Hotel sollte über 108 Zimmer verfügen, für weitere sieben Stockwerke war eine Nutzung als Wohnheim für Senioren und Behinderte vorgesehen. Eine Umsetzung der Pläne erfolgte in den nächsten Jahren jedoch nicht.

### Sanierung und Neueröffnung
Im Januar 2000 erstand der Kölner Unternehmer Herbert Ebertz den Hoteltrakt für 12 Millionen D-Mark. Ebertz war damals Hauptaktionär und Aufsichtsratsvorsitzender der Dorint AG und ist Gesellschafter von Betreibergesellschaften für Hotels und Senioreneinrichtungen sowie geschäftsführender Gesellschafter der Dr. Ebertz & Partner Gruppe mit Hauptbüro in Köln, einer der ältesten und größten unabhängigen Initiatoren geschlossener Immobilienfonds in Deutschland.
Nach mehreren Jahren Ruhe wurden nun 70 Millionen D-Mark in eine Grundsanierung des Hotelbereichs investiert. Am 1. August 2001 konnte das 4-Sterne-Hotel Dorint mit 184 Zimmern und 315 Betten eröffnen. Es ist nach dem Maritim Hotel Ulm mit 287 Zimmern und 550 Betten das größte Hotel zwischen München und Stuttgart. Im verglasten obersten Stockwerk zog die Hauptverwaltung des Radiosenders Klassik Radio sowie der Klassik Radio AG ein. Auch die Eigentümer des Wohnbereichs investierten 2,5 Millionen D-Mark, unter anderem für einen neuen Eingangstrakt mit Concierge und der größten Videoüberwachungsanlage in einem deutschen Wohnhaus. Gemeinsam wurde zudem die Fassade saniert.
Der von der Neuen Dorint genutzte Hotelteil hat elf Stockwerke, in denen sich die Hotelzimmer befinden, und Konferenzräume im 34. Stockwerk. Die Stockwerke 12 bis 33 sind mit privaten Eigentumswohnungen belegt. Eine öffentlich zugängliche Aussichtsplattform gibt es nicht mehr.

### Neuere Entwicklungen
Anfang 2016 meldete der Immobilienfonds des Dorint Hotels Augsburg Insolvenz an. Daraufhin wurde der zum Hotel gehörende Teil des Hotelturms an das Berliner Unternehmen „Hotels by HR“ verkauft, das den Hotelbetrieb fortführen will.
Im Juni 2019 wurde der Hotelteil durch die Pandox AB erworben, der Hotelbetrieb findet weiterhin durch die HR Group statt.
Da die räumlichen Kapazitäten inzwischen nicht mehr ausreichend waren und zugleich der Standort Hamburg nach Augsburg verlegt wurde, verließ die Klassik Radio AG mit ihren Tochtergesellschaften im Oktober 2021 das 35. Stockwerk und zog um ins ehemalige Stadtarchiv Augsburg.
Im Zuge einer Sanierung des Dachs wurden Ende 2022 feste Balkongeländer auf dem Dach installiert. Im weiteren Verlauf der Dachsanierung kam 2024 mehrmals ein Hubschrauber zum Einsatz.
Am 3. Dezember 2024 wurde der Turm unter Denkmalschutz gestellt (siehe Architektur).

## Architektur
Der Hotelturm wurde in der für die 1970er-Jahre typischen Sichtbeton-Bauweise errichtet. Das formale Vorbild lieferten die 179 Meter hohen Marina-City-Towers in Chicago, die Bertrand Goldberg 1959–64 errichtet hatte.
Inzwischen zählt der von den Architekten Reinhard Brockel und Erich Müller gestaltete Hotelturm zu den „bedeutende[n] Bauten der Nachkriegsmoderne“ in Augsburg. Nach Prüfung von Anfang 2023 bis Ende 2024 hat das Bayerische Landesamt für Denkmalpflege den Hotelturm am 3. Dezember 2024 in die Bayerische Denkmalliste übernommen.

## Sendeanlagen
Der Hotelturm besitzt auf seinem Dach einen Antennenmast, von dem aus im Auftrag von Media Broadcast UKW-Programme und digitales Radio (DAB und DAB+) abgestrahlt werden. Zudem verfügt er über Mobil- und Richtfunk, sowie einen Sender zur mobilen Internetanbindung von ICE-Zügen der Deutschen Bahn (Railnet). Im Juli 2011 wurde der 40 m hohe Antennenmast mit Hilfe eines Kamov-Hubschraubers ausgetauscht.
Am 13. September 2017 wurde die bestehende Antenne um weitere 9 Meter für die ab 2018 geplante Abstrahlung von DVB-T2 erweitert.

### Frequenzen und Programme

#### Analoges Radio (UKW)
Beim Antennendiagramm sind im Falle gerichteter Strahlung die Hauptstrahlrichtungen in Grad angegeben.
| Frequenz (in MHz) | Programm       | RDS PS            | RDS PI               | Regionalisierung | ERP (in kW) | Antennendiagramm rund (ND)/gerichtet (D) | Polarisation horizontal (H)/vertikal (V) |
| ----------------- | -------------- | ----------------- | -------------------- | ---------------- | ----------- | ---------------------------------------- | ---------------------------------------- |
| 087,9             | Rock Antenne   | ROCK_ANT          | D319                 | –                | 0,32        | ND                                       | H                                        |
| 089,3             | Bayern 2       | BAYERN_2 Bayern_2 | D312 D312 (new)      | -                | 0,10        | D (310–250°)                             | H                                        |
| 090,1             | BR24           | __BR24__          | D315                 | –                | 0,10        | D (310–210°, 240–250°)                   | H                                        |
| 090,9             | Bayern 1       | B1_Schw_ BAYERN_1 | D911 (regional) D311 | Schwaben         | 0,10        | D (310–250°)                             | H                                        |
| 092,2             | Klassik Radio  | KLASSIK_          | D75B                 | Bayern           | 0,10        | ND                                       | H                                        |
| 093,4             | Radio Fantasy  | FANTASY_          | 1713                 | –                | 0,32        | ND                                       | H                                        |
| 094,8             | egoFM          | _egoFM__          | 1014                 | –                | 0,10        | ND                                       | H                                        |
| 096,7             | Hitradio RT1   | RT1_Augs          | D48C                 | –                | 0,32        | ND                                       | H                                        |
| 098,3             | Bayern 3       | BAYERN_3          | D313                 | –                | 0,10        | D (310–250°)                             | H                                        |
| 102,1             | BR-Klassik     | BR-KLASS          | D314                 | –                | 0,10        | D (310–250°)                             | H                                        |
| 104,2             | Antenne Bayern | ANTENNE_          | D318                 | –                | 0,10        | ND                                       | H                                        |

#### Digitales Radio (DAB)
DAB wird in vertikaler Polarisation und im Gleichwellenbetrieb mit anderen Sendern ausgestrahlt.
| Block                        | Programme | ERP (in kW) | Antennendiagramm rund (ND)/ gerichtet (D) | Gleichwellennetz (SFN) |
| ---------------------------- | --- | ----------- | ----------------------------------------- | --- |
| 5C DR Deutschland (D__00188) | DAB+ Block der Media Broadcast: - Absolut relax (72 kbps) - Dlf (104 kbps) - Dlf Kultur (112 kbps) - Dlf Nova (104 kbps) - DRadio DokDeb (48 kbps) - Energy Digital (72 kbps) - ERF Plus (64 kbps) - Klassik Radio (72 kbps) - Radio Bob (72 kbps) - Radio Horeb (48 kbps) - Radio Schlagerparadies (64 kbps) - Schwarzwaldradio (64 kbps) - sunshine live (72 kbps) - DRadio Daten (32 kbps Daten) - EPG Deutschland (16 kbps Daten) - TPEG (16 kbps Daten) - TPEG_MM (16 kbps Daten) | 10          | ND                                        | - Baden-Württemberg: Aalen, Baden-Baden (Fremersberg), Bad Mergentheim, Blauen, Brandenkopf, Donaueschingen, Feldberg im Schwarzwald, Freiburg (Vogtsburg-Totenkopf), Geislingen (Oberböhringen), Großerlach (Hohe Brach), Heidelberg (Königstuhl), Heilbronn (Schweinsberg), Hochrhein (Rickenbach), Hornisgrinde, Pforzheim (Schömberg-Langenbrand), Raichberg, Ravensburg (Höchsten), Reutlingen, Stuttgart (Frauenkopf), Ulm (Kuhberg) - Bayern: Amberg (Hirschau), Aschaffenburg (Pfaffenberg), Augsburg (Hotelturm), Bad Tölz (Gaißach), Balderschwang, Bamberg (Geisberg), Büttelberg, Brotjacklriegel, Dillberg, Grünten, Herzogstand, Hochberg (Traunstein), Hoher Bogen, Inntal (Ebbs), Ingolstadt (Gelbelsee), Kreuzberg/Rhön, Landshut (Altdorf), München (Olympiaturm), Nennslingen (Büchelberg), Nürnberg, Oberammergau, Ochsenkopf, Passau, Pfänder, Pfaffenhofen, Pfarrkirchen, Pfronten, Regensburg (Hohe Linie), Unterringingen, Untersberg, Wendelstein (Bayrischzell), Würzburg (Frankenwarte) - Berlin: Berlin (Alexanderplatz), Berlin (Scholzplatz) - Brandenburg: Bad Belzig, Booßen, Brandenburg/Havel, Calau, Casekow, Cottbus, Eberswalde (geplant), Eisenhüttenstadt, Neuruppin (geplant), Petkus, Pritzwalk, Templin - Bremen: Bremen (Walle), Bremerhaven-Schiffdorf - Hamburg: Hamburg (Moorfleet), Hamburg (Heinrich-Hertz-Turm) - Hessen: Bad Hersfeld (Rimberg), Biedenkopf (Sackpfeife), Fulda (Hummelskopf), Frankfurt (Europaturm), Gelnhausen (Schnepfenkopf), Gießen (Dünsberg), Großer Feldberg, Hardberg, Hohe Wurzel, Hoher Meißner, Kassel (Habichtswald), Mainz-Kastel - Mecklenburg-Vorpommern: Garz (Rügen), Güstrow, Malchin, Neubrandenburg-Süd, Neustrelitz (geplant), Rostock (Toitenwinkel), Röbel, Schwerin (Zippendorf-Gr.Dreesch), Torgelow, Wismar/Rüggow, Züssow - Niedersachsen: Aurich-Popens, Braunschweig (Broitzem), Braunschweig (Drachenberg), Cuxhaven-Stadt, Dannenberg, Göttingen (Bovenden-Osterberg), Hannover (Telemax), Lingen, Lüneburg-Neu Wendhausen, Molbergen-Peheim, Osnabrück (Bramsche-Schleptruper Egge), Hildesheim (Sibbesse), Steinkimmen, Uelzen, Visselhövede, Wilhelmshaven - Nordrhein-Westfalen: Aachen (Karlshöhe), Bergneustadt-Wiedenest (R), Bielefeld (Hünenburg), Bonn (Venusberg), Dortmund (Florianturm), Düsseldorf (Rheinturm), Eggegebirge, Herscheid, Hochsauerland (Hunau), Hürtgenwald-Großhau, Köln (Colonius), Langenberg, Lügde-Rischenau (Köterberg), Meschede (geplant), Minden (Jakobsberg), Münster (Fernmeldeturm), Schöppingen, Siegen-Süd, Wesel - Rheinland-Pfalz: Bad Kreuznach (Schanzenkopf), Bad Marienberg (Westerwald), Bornberg, Daun (Eifel), Edenkoben (Kalmit), Heckenbach-Schöneberg (Ahrweiler), Haardtkopf (geplant), Idar-Oberstein, Kaiserslautern, Kettrichhof, Koblenz (Kühkopf), Schnee-Eifel (geplant), Trier (Petrisberg) - Saarland: Merzig-Merchingen, Saarbrücken (Schoksberg) - Sachsen: Chemnitz, Dresden, Geyer, Leipzig, Löbau, Neustadt, Niederschöna (geplant), Oschatz, Schöneck, Zwickau Ost - Sachsen-Anhalt: Brocken, Burg, Dequede, Petersberg, Pettstädt (Weißenfels), Schneidlingen, Wittenberg - Schleswig-Holstein: Bungsberg, Bredstedt, Flensburg, Garding, Heide, Helgoland, Hennstedt, Itzehoe, Kiel (Kronshagen), Lübeck (Stockelsdorf), Schleswig, Niebüll (Süderlügum), Westerland (Sylt) - Thüringen: Bleßberg (Sonneberg), Erfurt-Hochheim, Gera, Inselsberg, Jena (Oßmaritz), Kulpenberg, Lobenstein (Sieglitzberg), Saalfeld (Remda), Weimar (Ettersberg) |
| 9C Augsburg (D__00172)       | DAB-Block der Bayern Digital Radio: - Hitradio RT1 Nordschwaben (88 kbps) - Hitradio RT1 Augsburg (88 kbps) - Radio Augsburg (88 kbps) - Radio Fantasy (88 kbps) - Fantasy Classix (80 kbps) - Fantasy Lounge (80 kbps) - Smart Radio (88 kbps) - Mega Radio Mix (80 kbps) - Mega 80s (80 kbps) - RT1 Relax (72 kbps) - RT1 in the mix (80 kbps) - Radio Galaxy (80 kbps) - Radio Schwaben (80 kbps)                                                                                   | 6           | ND                                        | Augsburg (Hotelturm), Augsburg (Welden), Hühnerberg |
| 10A Obb/Schw (D__00354)      | DAB-Block der Bayern Digital Radio: - Bayern 1 (Schwaben) (96 kbps) - Bayern 1 (Mainfranken) (96 kbps) - BR24live (64 kbps, Mono) - Radio Teddy (72 kbps) - egoFM (72 kbps) - Arabella Bayern (96 kbps) - Rock Antenne Bayern (72 kbps) - BR EPG (8 kbps Daten) - BR News (8 kbps Daten) | 10          | ND                                        | - Oberbayern: Bad Tölz (Gaißach), Berchtesgaden (Jenner) (R), Eichstätt, Fürstenfeldbruck (Schöngeising), Gelbelsee (Ingolstadt), Herzogstand (Fahrenbergkopf), Hochberg (Traunstein), Hohenpeißenberg, Inntal (Ebbs), Isen, München-Freimann, München-Ismaning, München (Olympiaturm), Neuötting, Oberammergau, Pfaffenhofen (Wolfsberg), Reit im Winkl, Untersberg, Tegernseer Tal (Wallberg), Wasserburg am Inn (Koblberg), Wendelstein (Bayrischzell) - Schwaben: Augsburg (Hotelturm), Augsburg (Welden), Balderschwang (Oberberg) (R), Grünten, Hühnerberg, Kaufbeuren (geplant), Markt Wald, Memmingen, Pfänder (Vorarlberg), Pfronten (Breitenberg), Ulm (Kuhberg) |
| 11D Bayern (D__00165)        | DAB-Block des Bayerischen Rundfunks: - Bayern 1 (Oberbayern) (96 kbps) - Bayern 1 (Niederbayern/Oberpfalz) (96 kbps) - Bayern 1 (Franken) (96 kbps) - Bayern 2 (96 kbps) - Bayern 3 (96 kbps) - BR-Klassik (144 kbps) - BR24 (72 kbps, Mono) - BR Schlager (96 kbps) - Puls (96 kbps) - BR Heimat (128 kbps) - BR Verkehr (16 kbps, Mono) - Antenne Bayern (80 kbps) - BR EPG (8 kbps Daten) - ARD TPEG (24 kbps)                                                                      | 10          | ND                                        | - Unterfranken: Alzenau (Hahnenkamm), Burgsinn (Main-Spessart), Dettelbach, Ebern, Frammersbach (Sauerberg) (geplant), Gemünden, Hammelburg, Kreuzberg (Rhön), Miltenberg-Wenschdorf, Neustadt am Main, Obernburg am Main, Ostheim (Heidelberg), Pfaffenberg (Aschaffenburg), Schweinfurt (Schonungen), Volkach, Wertheim, Würzburg (Frankenwarte), Zeil am Main - Oberfranken: Bad Steben, Bamberg (Geisberg), Burgwindheim (geplant), Coburg (Eckardtsberg), Hof (Labyrinthberg), Kronach, Kulmbach, Ludwigsstadt (Ebersdorf), Ochsenkopf (Fichtelgebirge), Pegnitz - Mittelfranken: Ansbach (geplant), Büttelberg, Hesselberg, Hersbruck, Nürnberg (Fernmeldeturm), Rothenburg ob der Tauber, Treuchtlingen, Weißenburg - Oberpfalz: Altenstadt, Amberg (Hirschau), Amberg-Süd, Dillberg (Neumarkt), Fuchsmühl, Geigant, Hoher Bogen (Furth im Wald), Hohe Linie (Regensburg), Kallmünz (geplant), Pfreimd, Schönsee (Drechselberg), Weigendorf - Niederbayern: Brotjacklriegel, Deggendorf (Aletsberg), Dingolfing, Einödriegel, Kelheim, Landshut (Altdorf), Mainburg, Mallersdorf-Pfaffenberg, Oberfrauenwald, Passau (Kühberg), Pfarrkirchen, Rattenberg, Rotthalmünster, Viechtach (Weigelsberg) (geplant), Vilsbiburg - Schwaben: Augsburg (Hotelturm), Augsburg (Welden), Balderschwang (Oberberg) (R), Grünten, Hühnerberg (Harburg), Kaufbeuren (geplant), Markt Wald, Memmingen, Pfänder (Vorarlberg), Pfronten (Breitenberg), Ulm (Kuhberg) - Oberbayern: Bad Tölz (Gaißach), Berchtesgaden (Jenner) (R), Eichstätt, Fürstenfeldbruck (Schöngeising), Gelbelsee, Herzogstand (Fahrenbergkopf), Hochberg (Traunstein), Hohenpeißenberg, Inntal (Ebbs), Isen, München-Freimann, München-Ismaning, München (Olympiaturm), Neuötting, Oberammergau (Laber), Pfaffenhofen (Wolfsberg), Pfaffenhofen (BR), Reit im Winkl, Untersberg (Salzburg), Tegernseer Tal (Wallberg), Wasserburg am Inn (Koblberg), Wendelstein (Bayrischzell) |
| 12D Antenne DE (D__00008)    | DAB-Block von Antenne Deutschland: - 80s80s (72 kbps) - 90s90s (72 kbps) - Absolut Bella (72 kbps) - Absolut Germany (72 kbps) - Absolut HOT (72 kbps) - Absolut Oldie (72 kbps) - Absolut Top (72 kbps) - AIDAradio (72 kbps) - Ballermann Radio (72 kbps) - Beats Radio (72 kbps) - Brillux Radio (72 kbps) - Nostalgie (72 kbps) - Oldie Antenne (72 kbps) - RTL Radio (72 kbps) - Rock Antenne (72 kbps) - Toggo Radio (72 kbps)                                                   | 10          | ND                                        | - Baden-Württemberg: Ulm (Kuhberg) - Bayern: Augsburg (Hotelturm), Landshut (Altdorf), München (Olympiaturm), Oberammergau, Passau, Wendelstein (Bayrischzell) |

#### Andere Funkdienste
- Taxi Augsburg e. G.